# Grästjärnen (Silbodals socken, Värmland)
Grästjärnen är en sjö i Årjängs kommun i Värmland och ingår i Göta älvs huvudavrinningsområde. Sjön är 9,2 meter djup, har en yta på 0,015 kvadratkilometer och är belägen 242 meter över havet.